# Emil Gross
Emil Michael Gross (3 de março de 1858 – 21 de agosto 1921), foi um jogador profissional de beisebol cuja carreira se estendeu de 1877 até 1884. Jogou cinco anos na Major League Baseball como catcher pelo Providence Grays (1879–1881), Philadelphia Quakers (1883) e Chicago Browns/Pittsburgh Stogies (1884).
Em 1880, Gross estabeleceu um novo recorde das grandes ligas aparecendo em 87 jogos como catcher. Durante sua carreira nas grandes, jogou em 248 partidas e acumulou aproveitamento ao bastão de 29,5% com 67 duplas, 21 triplas, 7 home runs e 107 RBIs. Por volta de 1889, Gross foi descrito como "um grande dono de propriedades em Chicago." Sua mãe tinha recentemente o deixado uma soma que ultrapassava $100.000. Em 1909 foi noticiado que Gross era empresário em Chicago. Gross morreu em 1921 aos 63 anos de idade em Eagle River, Wisconsin. Foi enterrado em Chicago no Graceland Cemetery.